# Джейкоб, Джейкоб Фардж Рафаэль
Джейкоб Фардж Рафаэль Джейкоб (англ. Jacob Farj Rafael "J. F. R." Jacob, 1924, Калькутта, Британская Индия — 13 января 2016, Дели, Индия) — индийский военный и государственный деятель еврейского происхождения, генерал-лейтенант индийской армии. Известен своей ролью в войне за независимость Бангладеш.

## Военная карьера
Родился в Калькутте, в религиозной семье багдадских евреев, жившей в Индии с XVIII века. Его отец Элиас Эммануэль Джейкоб был преуспевающим бизнесменом. В 1942 году, после известий о судьбе европейских евреев, Джейкоб добровольно присоединился к армии Британской Индии. После окончания офицерского училища Джейкоб служил в Ираке, участвовал в Североафриканской кампании. В 1943—1945 гг. он сражался в Бирме против японцев, окончание войны встретил на Суматре. После 1945 года Джейкоб обучался в артиллерийских школах в Великобритании и США. В 1947 году он присоединился к новообразованной индийской армии. В чине бригадира он участвовал в индо-пакистанской войне 1965 года. В 1967 году Джейкоб стал генерал-майором, а через два года был назначен начальником штаба Восточного командования. Был одним из разработчиков плана кампании 1971 года в Восточном Пакистане, закончившийся капитуляцией пакистанской армии и взятием Дакки. Он вёл переговоры о капитуляции с командиром пакистанских частей генералом Амиром Ниязи.

## Политическая деятельность
После выхода в отставку в 1978 году занимался бизнесом. В 1990-е годы вступил в Бхаратия джаната парти, исполнял обязанности советника партии по обороне. Был губернатором Гоа (1998—1999) и Пенджаба (1999—2003). Содействовал улучшению израильско-индийских отношений, поддерживал закупку Индией израильских противоракетных комплексов «Хец».

## Книги
- Surrender at Dacca: Birth of a Nation. — ISBN 984-05-1395-8.
- An Odyssey in War and Peace: An Autobiography Lt Gen. J.F.R. Jacob. — ISBN 978-81-7436-840-9.